# Empury
Empury – miejscowość i gmina we Francji, w regionie Burgundia-Franche-Comté, w departamencie Nièvre.
Według danych na rok 1999 gminę zamieszkiwało 99 osób, a gęstość zaludnienia wynosiła 8 osób/km² (wśród 2044 gmin Burgundii Empury plasuje się na 823. miejscu pod względem liczby ludności, natomiast pod względem powierzchni na miejscu 775.).